# Детский сад Милнера

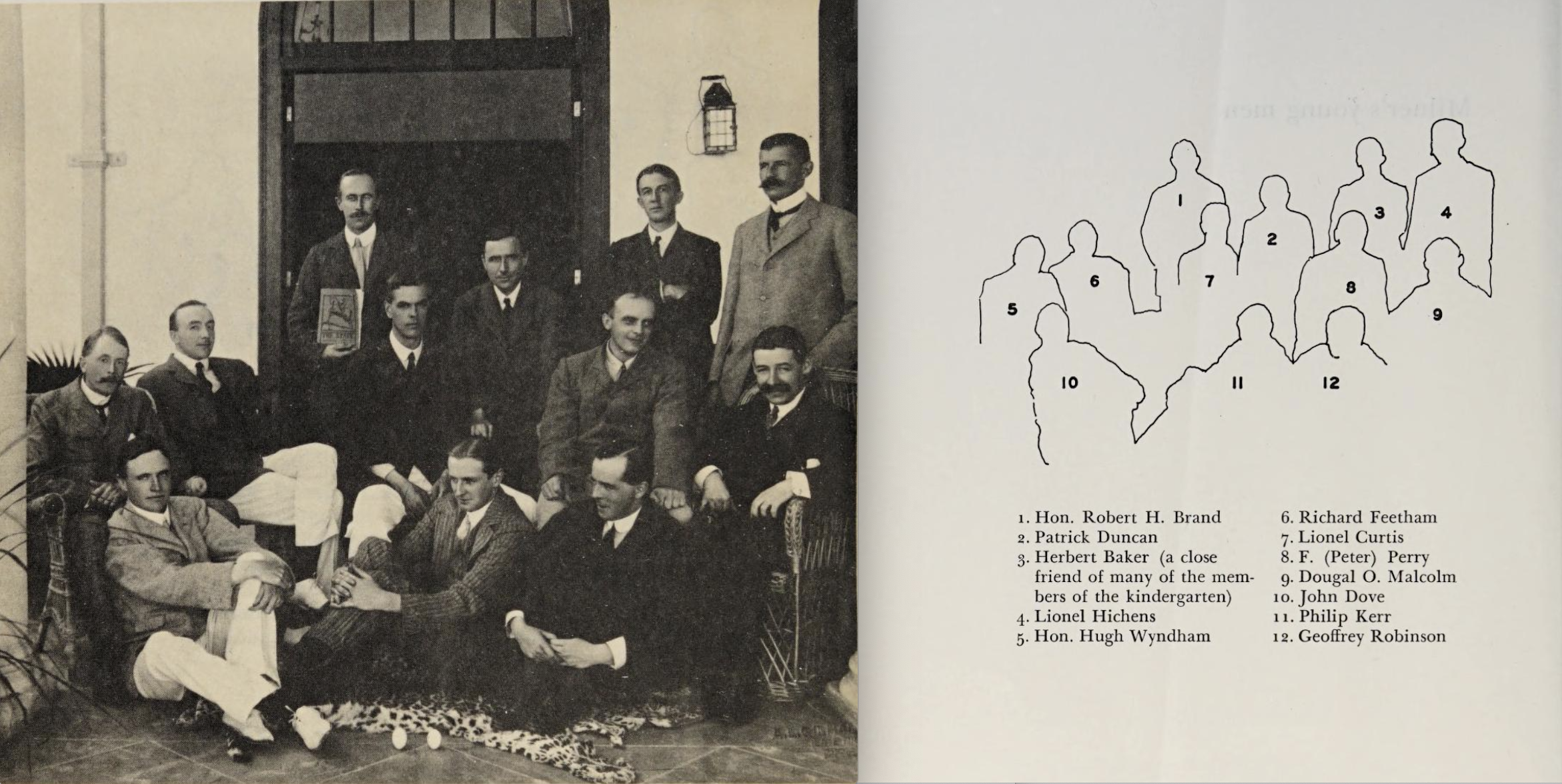
«Детский сад Милнера».

«Детский сад Милнера» — неофициальное название группы британцев, которые служили на гражданской службе под руководством Верховного комиссара Южной Африки Альфреда Милнера в период между Второй англо-бурской войной и основанием Южно-Африканского союза в 1910 году.
Возможно, что «Детский сад» был идеей министра по делам колоний Джозефа Чемберлена, поскольку в своем дневнике от 14 августа 1901 года помощник секретаря Чемберлена Джеффри Робинсон записал: «Еще один долгий день, занятый главным образом составлением списка южноафриканских кандидатов на пост лорда Милнера — из людей, уже находящихся на (гражданской) службе». Они выступали за Южно-Африканский союз и в конечном счете имперскую федерацию с самой Британской империей.
После ухода Милнера на пенсию большинство продолжило службу под руководством Уильяма Уолдегрейва Палмера, 2-го графа Селборна, который был преемником Милнера и «человеком № 2» в Министерстве по делам колоний.
«Детский сад» начинался с 12 человек, большинство из которых были выпускниками Оксфордского университета и английскими государственными служащими, которые совершили поездку в Южную Африку в 1901 году, чтобы помочь лорду Милнеру восстановить разрушенную войной экономику.
Довольно молодой и неопытный, один из них принес с собой биографию, написанную Ф.С. Оливером об Александре Гамильтоне. Он прочитал книгу, и план восстановления нового правительства Южной Африки был основан на принципах книги, федералистской философии Гамильтона и его знаниях о казначейских операциях.
Название «Детский сад Милнера», хотя впервые с иронией использованное сэром Уильямом Теккереем Марриоттом (1874-1903), было принято группой в качестве своего названия.

## Англо-бурская война
Открытие золотых месторождений в бурских (голландских) республиках Трансвааль и Оранжевое свободное государство, расположенных в пределах британской колонии Южная Африка в 1867 году, привело к конфликту между двумя народами из-за миграции английских поселенцев (уитлендеров) в регион.
Возможно, из страха перед возможным господством англичан бурское правительство отказалось предоставить поселенцам права гражданства. Переговоры не привели к достижению результатов, и в конце концов разразился конфликт.
Попытка свергнуть правительство Трансвааля в конце 1895 года в ходе рейда, возглавляемого британским колониальным администратором Старром Джеймсоном, привела к конфузу для англичан. Рейд Джеймсона привел к назначению заслуживающего доверия губернатора сэра Альфреда Милнера 15 февраля 1897 года.
Тем не менее, переговоры с бурами мало чего достигли. Милнер обвинил в этом консервативную, изоляционистскую политику бурского президента Пауля Крюгера в Трансваале и Оранжевом Свободном Государстве. Чтобы противостоять «крюгеризму», англичане решили увеличить свое военное присутствие в Южной Африке, что привело к требованию Крюгера о возвращении всех английских солдат домой. Когда англичане отказались, бурские республики объявили войну.
Их первоначальные военные успехи были в конечном счете преодолены превосходящей британской живой силой. Война, длившаяся с октября 1899 по май 1902 года, дорого обошлась обеим сторонам. Это было подчеркнуто осадами и партизанской войной со стороны буров, а также тактикой выжженной земли и концентрационными лагерями (для переселения бурских семей) британцев.
В конечном счете силы буров были исчерпаны и 31 мая 1902 года был подписан мирный договор. Затем две бурские республики были поглощены Британской империей в обмен на снисходительное отношение, восстановление и финансовую помощь. Пайуль Крюгер навсегда покинул Южную Африку, оставив руководство бурами в руках Луиса Боты и Яна Смэтса.

## Почему Милнер?
В ответ на рейд Джеймсона переговоры между британской и бурской сторонами зашли в тупик. Впервые правительство Крюгера открыто бросило вызов англичанам и увеличило импорт оружия и боеприпасов, в основном из Германии. Со своей стороны, англичане стремились заменить лорда Росмида, своего верховного комиссара, который был замешан в налете, и смягчить его жесткую позицию на переговорах.
После шести месяцев поисков и с одобрения премьер-министра Солсбери министр по делам колоний Джозеф Чемберлен выбрал сэра Альфреда Милнера.
Кандидатура Милнера была предложена Чемберлену лордом Селборном, «человеком № 2» в Министерстве по делам колоний, который был другом Милнера. Чемберлен познакомился с Милнером в 1889 году во время путешествия по Египту, и впоследствии Милнер написал книгу «Англия в Египте», которую, как говорят, Чемберлен прочитал и похвалил. Написав премьер-министру о своем решении 8 января 1897 года, Солсбери ответил: «Ваш выбор Мильнера для Капской колонии, я думаю, будет удачным».
Автор Нимокс говорит, что отношение Милнера к колониям было таким же, как у лучших политиков в правительстве, поэтому, возможно, именно поэтому его выбрали.
Общественность была проинформирована об этом решении 15 февраля 1897 года. Милнер встретился с королем три дня спустя и 17 апреля отплыл в Южную Африку. Прежде чем он ушел, Чемберлен сказал ему: «Отстаивать свои права и ждать развития событий».
После года изучения ситуации в Южной Африке Милнер написал ответ своему боссу и сказал: «Две совершенно антагонистические системы — средневековая расовая олигархия и современное индустриальное государство, не признающее разницы в статусе между различными белыми расами, — не могут постоянно жить бок о бок в том, что в конце концов является одной страной. Расовая олигархия должна исчезнуть, и я не вижу никаких признаков того, что она устранится сама собой». На самом деле война действительно разразилась семнадцать месяцев спустя.

## Влияние лорда Милнера
В результате войны в Южной Африке за усилия по восстановлению отвечал лорд Милнер. Необходимость передать ответственность в надежные руки побудила его собрать группу молодых людей из Оксфордского университета и Министерства по делам колоний. По совету графа Кроумера он сказал:
«...Я имею в виду молодых людей. Там будет обычная шумиха и много разговоров о мальчиках, Оксфорде, работе и всем таком...Что ж, я ценю мозги и характер больше, чем опыт. Первоклассных людей с опытом не заполучить. Ничто из того, что они могли бы предложить, не соблазнило бы их отказаться от того, что у них есть... Нет! Я пробуду здесь недолго, но когда я уйду, я намерен оставить после себя молодых людей, у которых много работы...».
Большинство протеже лорда Милнера работали в Трансваале, где реконструкция требовалась больше всего. Они продолжали занимать свои должности после его отъезда в Англию 2 апреля 1905 года, служа под началом лорда Селборна до тех пор, пока в 1907 году не было сформировано ответственное правительство. В «Детском саду» установились тесные отношения друг с другом, и все оставались друзьями до самой смерти.

## Работа в Южной Африке

### Предварительная реконструкция
Следующий персонал прибыл до подписания Феринихингского мирного договора 31 мая 1902 года.
Первым человеком, которого нанял лорд Милнер, был Питер Перри. Выпускник Оксфорда и сотрудник Министерства по делам колоний, он был направлен в Южную Африку в 1900 году, чтобы заменить Джорджа Фиддеса, уходящего на пенсию личного секретаря лорда Милнера. В июле 1901 года он стал помощником имперского секретаря, ответственным за туземные территории. Он вел переговоры с португальцами о приобретении местной (африканской) рабочей силы для шахт. В 1903 году он ушел в отставку и присоединился к частной промышленности, чтобы возглавить набор и условия труда африканской рабочей силы в Ранде (Витватерсранд).
Следующим стал Лайонел Кертис. Другой выпускник Оксфорда, Кертис, приехал в Южную Африку в конце 1900 года и был нанят Перри в качестве помощника секретаря. Он присутствовал при написании муниципальной хартии Йоханнесбурга и стал городским клерком, когда хартия вступила в силу. Он также основал ежемесячный журнал The State при финансовой поддержке Эйба Бейли, чтобы помочь объединить раздираемую войной страну. В 1906 году книга под названием «Александр Гамильтон» попала в Южную Африку, где ее случайно прочитал Кертис. В ней описывалась роль Гамильтона в создании Конституции Соединенных Штатов и федерального союза (отдельных штатов, подчиняющихся центральному правительству) для того, чтобы сделать страну безопасной и процветающей. Книга была использована в качестве основы для написания новой Конституции Южной Африки.
Третьим был Патрик Дункан. Дункан, государственный служащий Оксфорда, работавший в налоговом управлении, был приглашен лордом Милнером в Южную Африку в 1901 году, чтобы стать казначеем Трансвааля. Позже он стал министром по делам колоний Трансвааля при поддержке Ричарда Фитэма в качестве помощника министра по делам колоний и Джона Дава в качестве его помощника.
Как и Перри, Джеффри Робинсон был еще одним выпускником Оксфорда, работавшим в Министерстве по делам колоний. Его связи в качестве помощника личного секретаря Джозефа Чемберлена привели его в Южную Африку в ноябре 1901 года, чтобы работать у лорда Милнера в качестве его секретаря. Позже он стал секретарем по муниципальным делам в Трансваале. После отъезда лорда Милнера из Южной Африки в апреле 1905 года Робинсон стал редактором «Йоханнесбург Стар».
Хью Уиндем, выпускник Оксфорда, который по состоянию здоровья отправился в Южную Африку, получил должность частного секретаря у лорда Милнера.

### Влияние «Детского сада»
Во время переговорного процесса по мирному договору генерал Герберт Китченер одержал победу над сторонником жесткой линии Яном Смэтсом, сказав ему, что предстоящие выборы в Англии, вероятно, приведут к избранию либерального премьер-министра, и с его избранием он, вероятно, предоставит бурам полную свободу правления. Зная об этом, буры проголосовали за договор 54 голосами против 6. После избрания либерала Генри Кэмпбелла-Баннермана 5 декабря 1905 года буры вернулись к свободным выборам и правлению большинства. Некоторые, но не все реформы, начатые Детским садом, были отменены, и Луис Бота и Ян Смэтс стали лидерами в новой Южной Африке. Однако страна оставалась верной короне, и оба мужчины сыграли важную роль для англичан во время Первой мировой войны.
Влияние «Детского сада» трудно измерить. В свое время на местном уровне было введено современное демократическое представительство. Финансы также находились под строгим английским контролем во время перехода к британскому правлению. 5%-ный налог, взимаемый бурами с золотодобывающей промышленности, был увеличен до 10%, а взамен новое южноафриканское государство получило гранты на восстановление в размере 9,5 млрд фунтов стерлингов.
Тем временем конституция Литтелтона, которую поддерживал лорд Милнер и которая стала законом 31 марта 1905 года, была аннулирована правительством Кэмпбелла-Баннермана, и бурам было предоставлено полное самоуправление на их бывших территориях.
Несмотря на организованные усилия в 1906-07 годах сохранить Южную Африку британской, возглавляемые Кертисом, Керром и Робинсоном, после всенародных выборов в Трансваале и Колонии Оранжевой реки в 1907 году, 400 британских государственных служащих были уволены.
Хотя стремление «Детского сада» к федеративной республике в стиле Соединенных Штатов потерпело поражение в пользу унитарного правительства в 1909 году, «Детский сад» продолжал применять федералистские принципы в журнале «Круглый стол», полагая, что федералистская форма правления (три ветви власти против одной) было лучше, чем то, что существовало в Англии.

## После Южной Африки
В июле 1909 года, завершив большую часть своих дел в Южной Африке, лорд Селборн и многие члены «Детского сада» вернулись в Англию.Имея за плечами опыт, с лордом Милнером в качестве гида и вернувшись на родину, они переименовали свою группу в «Круглый стол».
К участникам «Круглого стола» присоединились Уильям Палмер, 2-й граф Селборн (заместитель министра по делам колоний), Уолдорф Астор, 2-й виконт Астор и Ф.С. Оливер (бизнесмен и автор книги об Александре Гамильтоне). Несмотря на их принадлежность к Южной Африке и колониализму, который был предметом поляризации в большей части Англии, «группа презирала любую связь с политическими партиями».
Доминирующими политическими фракциями того времени в Англии были юнионистское правительство и Либеральная партия. Непопулярная война привела к досрочному прекращению деятельности консервативного правительства Артура Бальфура 4 декабря 1905 года и к правлению консервативного руководства (с 1895 года). Поскольку поколение имперского руководства, с которым лорд Милнер отождествлял себя (Бальфур, Чемберлен, Солсбери и Гошен), отошло на второй план, он оказался в длительном отпуске.
Тем временем участники «Круглого стола» сблизились как коллегиальная группа. Филип Керр подружился с Уолдорфом Астором, Р.Х. Брэнд породнился с семьей Астор, и завязались другие дружеские отношения на всю жизнь. Группа встречалась в загородном доме Оливера, в резиденции лорда Солсбери, у лорда Лотиана и в поместье Уолдорфа Астора в Кливдене. Они решили донести свое послание об Империи до общественности и властей.
Первоначально Лайонелу Кертису пришла в голову идея журнала под названием Magazine, специфичного для каждого из доминионов. Эта идея понравилась лорду Милнеру. Однако по логистическим и практическим соображениям Милнер не знал, откуда возьмутся авторы статей, и кто будет за это платить. В конечном счете был издан один журнал под названием «Круглый стол», ежеквартальный обзор политики Британской империи, при этом большая часть финансирования поступала от южноафриканского горнодобывающего магната Эйба Бейли, а остальная часть — от семейного фонда Родса. Первый номер был опубликован в ноябре 1910 года. Его название было изменено в 1966 году и он публикуется сегодня как «Круглый стол: Журнал международных отношений Содружества».

## Более поздняя известность
Многие из этих людей сами добились общественной известности после того, как стали членами «Детского сада Милнера». Группа часто встречалась в Стоунхаусе, частной резиденции сэра Герберта Бейкера в Парктауне.

### Первоначальные участники
Роберт Генри Брэнд, 1-й барон Брэнд (1878-1963). Вернувшись в Англию, Брэнд стал управляющим директором инвестиционно-банковской фирмы Lazard Brothers, занимая эту должность до 1944 года. В 1946 году ему был завещан титул барона. По словам Кэрролла Куигли, он был руководителем «Детского сада» с 1955 по 1963 год. Он написал две важные книги: «Южно-Африканский союз» (1909) и «Война и национальные финансы» (1921).
Сэр Патрик Дункан (1870-1943). В то время как большая часть «Детского сада» вернулась в Англию в 1909 году, Дункан остался. Он вошел в южноафриканскую политику, став генерал-губернатором Южной Африки с 1937 по 1943 год.
Сэр Герберт Бейкер (1862-1946). Хотя формально Бейкер и не был частью «Детского сада», он тоже остался. В 1902 году он основал архитектурную фирму в Южной Африке, спроектировал десятки общественных зданий, в конце концов вернулся в Англию и был посвящен в рыцари в 1926 году.
Уильям Лайонел Хиченс (1874-1940). После ухода из Министерства по делам колоний в 1907 году Хитченс почти сразу же добился успеха в качестве председателя Cammell Laird & Co., крупной судостроительной компании, а затем в качестве директора различных железнодорожных компаний.
Хью А. Уиндем (1877-1963). Вернувшись в Англию, Уиндем стал профессиональным писателем, автором ряда книг по английской истории и колониализму. Он унаследовал титул графа в 1952 году.
Ричард «Дик» Фитэм (1874-1965). Как и Патрик Дункан, Фитэм остался в Южной Африке. Юрист, председатель Ирландской пограничной комиссии и в конечном счете апелляционный судья Южной Африки, Фитэм был последним оставшимся в живых членом «Детского сада». Он умер в колонии Наталь 5 ноября 1965 года.
Лайонел Кертис (1872-1955). После смерти лорда Милнера в 1925 году Кертис стал фактическим руководителем «Детского сада» до своей смерти в 1955 году. Вернувшись в Англию в конце июня 1909 года, он был основателем и редактором журнала «Круглый стол». Будучи профессором частной практики в Оксфорде, Кертис также основал почтенный Королевский институт международных отношений.
Ф. (Питер) Перри (1873-1935). Питер Перри набирал китайских рабочих для южноафриканских шахт, он уехал из Южной Африки в Канаду в 1912 году и, как и Брэнд, начал карьеру инвестиционного банкира в лондонской финансовой фирме Lazard Brothers.
Сэр Дугал Орм Малкольм (1877-1955). Малкольм оставил государственную службу в 1912 году, чтобы стать директором Британской Южно-Африканской компании, которую он занимал в течение 37 лет.
Джон Дав (1872-1934). Вернувшись в Англию в 1911 году, Дав стал главным редактором журнала «Круглый стол», должность, которую он занимал до своей смерти.
Филип Керр, 11-й маркиз Лотиан (1880-1940). Вернувшись в Англию в 1909 году, Керр был редактором журнала «Круглый стол» до 1916 года, личным секретарем премьер-министра Ллойд Джорджа во время Первой мировой войны и назначен попечителем Фонда Сесила Родса в 1925 году. Он получил дворянский чин в 1930 году и стал послом Великобритании в Соединенных Штатах Америки с 24 апреля 1939 года до своей смерти 12 декабря 1940 года.
Джеффри Доусон (1874-1944). Джеффри Робинсон (переименованный в Доусона в 1917 году) покинул Южную Африку в 1910 году, после пяти лет работы редактором «Йоханнесбург Стар», чтобы стать главным редактором лондонской газеты The Times с 1912 по 1919 год и с 1922 по 1941 год.

### Другие участники
Джон Бакен, лорд Твидсмур (1875-1940). Вернувшись домой из Южной Африки в 1903 году, Бьюкен написал три книги за один год. Он был избран в парламент в 1927 году, а с 1935 по 1940 год был назначен генерал-губернатором Канады.
Артур Фредерик Бэзил Уильямс (1867-1950). Вернувшись домой в 1910 году, Уильямс стал писателем, профессором истории и английским историком.
Сэр Джордж В. Фиддес (1858-1936). По возвращении в Министерство по делам колоний в 1902 году Фиддес занимал пост постоянного заместителя государственного секретаря по делам колоний с 1916 по 1921 год. В 1917 году он получил высший рыцарский Орден Святых Михаила и Георгия.
Сэр Джон Хэнбери-Уильямс (1858-1946). После возвращения в Лондон в конце 1900 года Уильямс стал военным секретарем как военного министра, так и генерал-губернатора Канады. Он возглавлял британскую военную миссию в России во время Первой мировой войны, а затем возглавил британский департамент по делам военнопленных в Гааге в 1917 году. Уильямс вышел в отставку в звании генерал-майора в 1919 году и был посвящен в рыцари в третий раз в 1926 году.
Мэн Свит Осмонд Уолронд (1870-1927). «Оззи», сотрудник министерства колоний, вернулся в Египет с 1917 по 1921 год, где, будучи назначенным в разведывательный отдел в Каире, он помогал лорду Милнеру в его миссии по сохранению Египта в составе империи. Уолронд получил английское рыцарское звание в 1901 году. Он был родственником Филипа Керра.
Сэр Фабиан Уэр (1869-1949). Уэр вернулся домой в 1905 году. Во время Мировой войны он возглавлял отделение скорой помощи Красного Креста, в 1916 году был назначен ответственным за регистрацию захоронений в армии, а в 1919 году стал постоянным членом Имперской комиссии по военным захоронениям. Он был посвящен в рыцари и признан королем за свою службу в обеих мировых войнах.
Уильям Флавелл Монипенни (1866-1912): Монипенни вернулся в Лондон в 1903 году и, работая в «Таймс», стал директором компании в 1908 году. Он умер от сердечной недостаточности в возрасте 46 лет.

## Не входившие в «Детский сад»
До прибытия в Оксфорд лорд Милнер получал административную помощь от следующих должностных лиц:
Лорд Бэзил Темпл Блэквуд (1870-1917) — был секретарем лорда Милнера с 1901 по 1907 год, время от времени занимая пост министра по делам колоний и заместителя губернатора. Однако он не участвовал в принятии решений в «Детском саду».
Блэквуд был назначен министром по делам колоний Барбадоса с 1907 по 1910 год. Будучи художником, он проиллюстрировал множество детских книг. Он был лейтенантом ВВС во время Первой мировой войны и был убит во время немецкого ночного налета 4 июля 1917 года.
Сэр Гамильтон Гулд-Адамс (1858-1920) был назначен заместителем комиссара Колонии Оранжевой реки в январе 1901 года, дослужившись до вице-губернатора в 1907 году. Он вернулся в Англию в 1911 году и был назначен губернатором Квинсленда (Австралия) с 1915 по 1920 год. Он скоропостижно скончался от легочной инфекции 13 апреля 1920 года.
Генри Фрэнсис (Гарри) Уилсон (1859-1937) прибыл в Южную Африку в феврале 1900 года. Сначала он был юридическим советником лорда Милнера, затем получил повышение и с 1901 по 1907 год занимал пост секретаря Колонии Оранжевой реки, где сыграл значительную роль в ее восстановлении. Вернувшись в Англию в 1907 году, Уилсон был секретарем Королевского колониального института с 1915 по 1921 год, а позже был посвящен в рыцари за свою службу.